# Бен-Ломонд (Арканзас)
Бен-Ломонд (англ. Ben Lomond, Arkansas) — город, расположенный в округе Севир (штат Арканзас, США) с населением в 126 человек по статистическим данным переписи 2000 года.

## География
По данным Бюро переписи населения США город Бен-Ломонд имеет общую площадь в 10,1 квадратных километров, водных ресурсов в черте населённого пункта не имеется.
Город Бен-Ломонд расположен на высоте 141 метр над уровнем моря.

## Демография
По данным переписи населения 2000 года в Бен-Ломонд проживало 126 человек, 40 семей, насчитывалось 58 домашних хозяйств и 74 жилых дома. Средняя плотность населения составляла около 12,4 человек на один квадратный километр. Расовый состав Бен-Ломонд по данным переписи распределился следующим образом: 92,06 % белых, 1,59 % — чёрных или афроамериканцев, 5,56 % — коренных американцев, 0,79 % — представителей смешанных рас.
Испаноговорящие составили 0,79 % от всех жителей города.
Из 58 домашних хозяйств в 22,4 % — воспитывали детей в возрасте до 18 лет, 58,6 % представляли собой совместно проживающие супружеские пары, в 8,6 % семей женщины проживали без мужей, 31 % не имели семей. 29,3 % от общего числа семей на момент переписи жили самостоятельно, при этом 17,2 % составили одинокие пожилые люди в возрасте 65 лет и старше. Средний размер домашнего хозяйства составил 2,17 человек, а средний размер семьи — 2,68 человек.
Население города по возрастному диапазону по данным переписи 2000 года распределилось следующим образом: 19 % — жители младше 18 лет, 9,5 % — между 18 и 24 годами, 19 % — от 25 до 44 лет, 23,8 % — от 45 до 64 лет и 28,6 % — в возрасте 65 лет и старше. Средний возраст жителей составил 48 лет. На каждые 100 женщин в Бен-Ломонд приходилось 106,6 мужчин, при этом на каждые сто женщин 18 лет и старше приходилось 88,9 мужчин также старше 18 лет.
Средний доход на одно домашнее хозяйство в городе составил 26 875 долларов США, а средний доход на одну семью — 43 750 долларов. При этом мужчины имели средний доход в 64 375 долларов США в год против 23 750 долларов среднегодового дохода у женщин. Доход на душу населения в городе составил 14 580 долларов в год. Все семьи Бен-Ломонд имели доход, превышающий уровень бедности, 19,5 % от всей численности населения находилось на момент переписи населения за чертой бедности, при этом из них 26,5 % были моложе 18 лет и 14,2 % — в возрасте 65 лет и старше.